# Okaleczanie żeńskich narządów płciowych

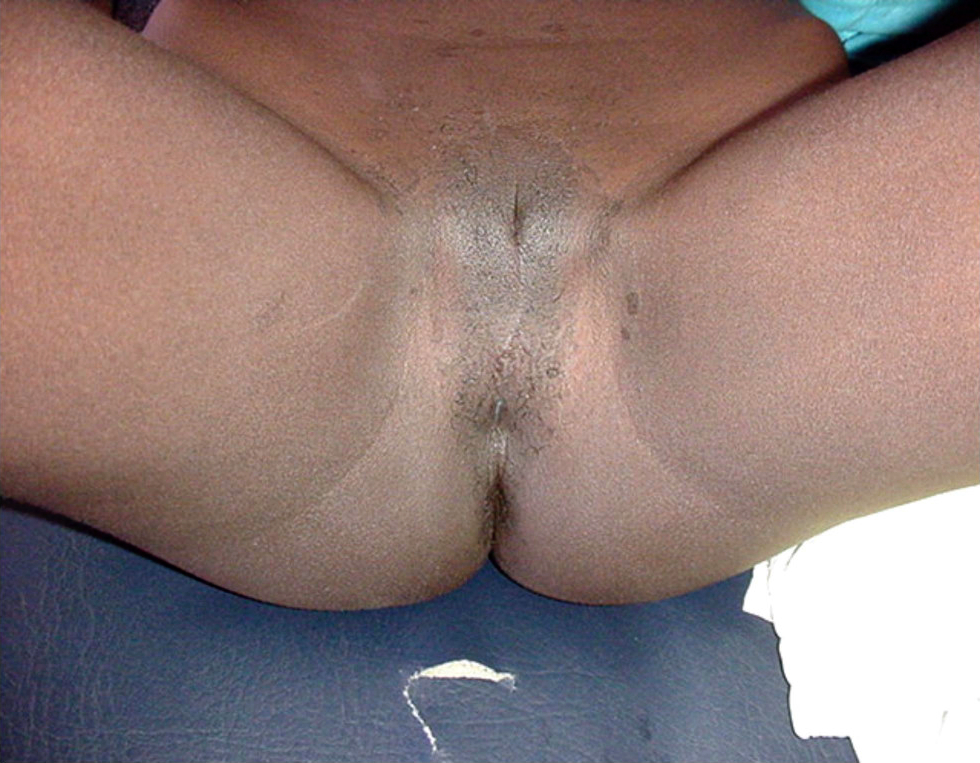
Efekt infibulacji, czyli okaleczenia żeńskich narządów płciowych (FGM) typu IIIb

Okaleczanie żeńskich narządów płciowych (ang. female genital mutilation, FGM), potocznie obrzezanie kobiet lub wyrzezanie – rytualne nacinanie lub usuwanie niektórych lub wszystkich części zewnętrznych żeńskich narządów płciowych. Praktyka ta spotykana jest w Afryce, Azji i na Bliskim Wschodzie. UNICEF oszacował w 2016 roku, że 200 milionów kobiet żyjących obecnie w 30 krajach – 27 państw afrykańskich, Indonezji, irackim Kurdystanie i Jemenie – zostało poddanych temu rytuałowi.

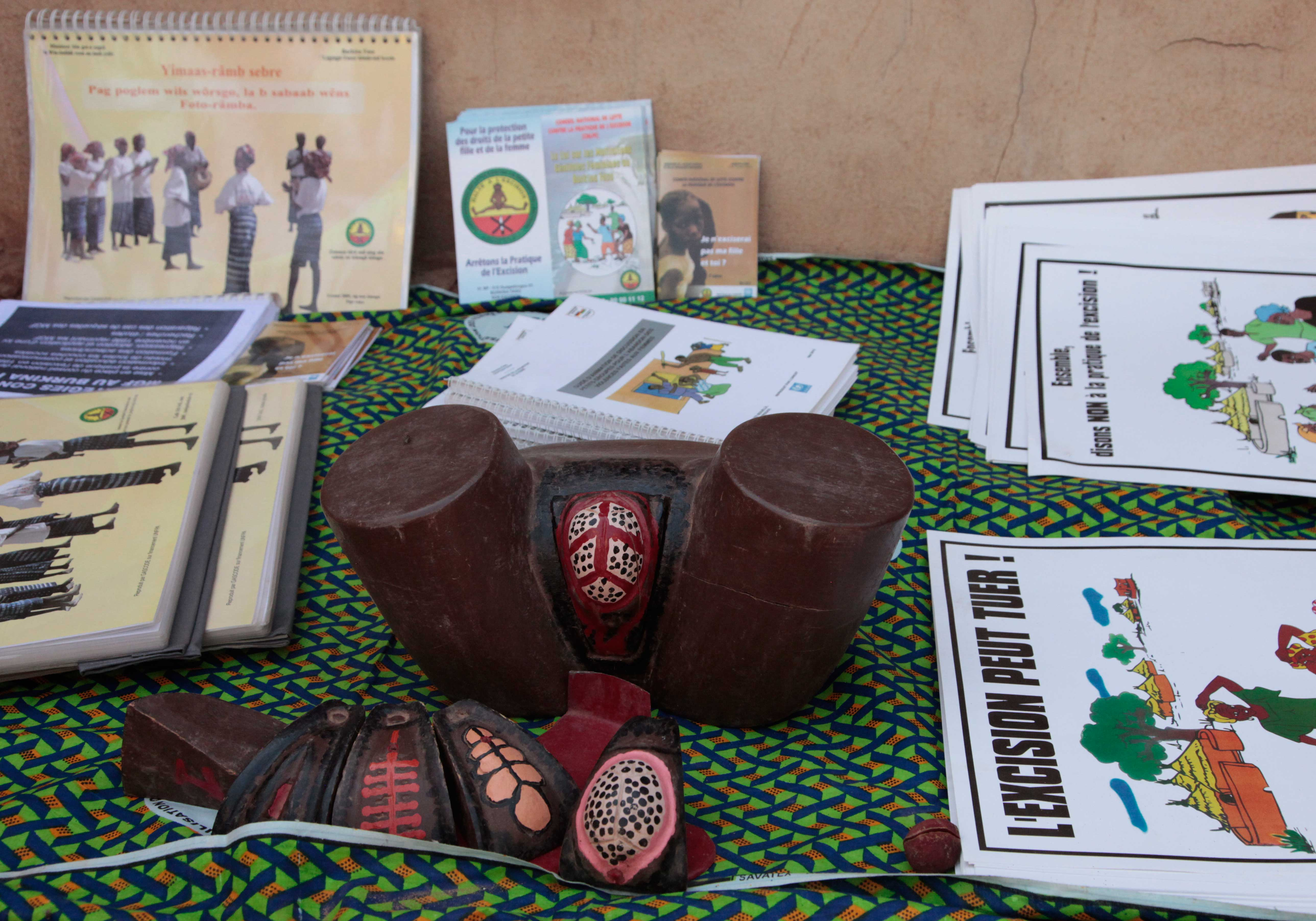
Materiały wykorzystywane do nauczania ludności w Burkina Faso na temat FGM

Zazwyczaj przeprowadzane są przez tradycyjnego obrzezacza przy użyciu ostrza. W połowie krajów, dla których dostępne są dane statystyczne, większość dziewczynek poddaje się obrzezaniu przed ukończeniem piątego roku życia. Procedury różnią się w zależności od kraju lub grupy etnicznej. Obejmują w szczególności usunięcie żołędzia łechtaczki (klitoridektomia) i warg sromowych mniejszych, ale także inne uszkodzenia żeńskich narządów płciowych z przyczyn niemedycznych. W skrajnych przypadkach okaleczanie żeńskich narządów płciowych polega na usunięciu łechtaczki, warg sromowych i skóry ze ścianek pochwy oraz zaszyciu, co najmniej częściowym, samego wejścia do pochwy. Pozostawiony niewielki otwór umożliwia jedynie wydostawanie się moczu i krwi menstruacyjnej. Ten zabieg, nazywany infibulacją, jest też określany według metodologii WHO jako FGM „trzeciego typu”.
Praktyka ta jest zakorzeniona w nierówności płci, próbach kontrolowania seksualności kobiet oraz ideach dotyczących czystości, skromności i piękna. Najczęściej inicjują ją i wykonują kobiety, które widzą w tym powód do dumy i obawiają się, że zaniechanie zabiegu u swoich córek i wnuczek narazi je na wykluczenie społeczne. Niekorzystne skutki zdrowotne zależą od rodzaju zabiegu; mogą to być nawracające infekcje, trudności w oddawaniu moczu i stolca, przewlekły ból, powstawanie cyst, niemożność zajścia w ciążę, komplikacje podczas porodu, śmiertelne wykrwawienia. Nie są znane żadne korzyści zdrowotne.
Według wspólnego oświadczenia UNFPA, UNICEF, Międzynarodowego Stowarzyszenia Położnych (ICM) oraz Międzynarodowej Federacji Ginekologów i Położników (FIGO), które apelowały o mobilizację działań przeciwko FGM skierowany do pracowników służby zdrowia na całym świecie: „wycinanie zewnętrznych kobiecych narządów płciowych (Female genital mutilation, FGM) jest pogwałceniem praw człowieka, wpływa na zdrowie i okalecza 3 miliony dziewcząt rocznie”. Procedury te są nielegalne w wielu krajach.

## Terminologia
Do lat 80. FGM było szeroko znane jako obrzezanie kobiet, co sugerowało równoważność dotkliwości z obrzezaniem mężczyzn. Począwszy od 1929 r. Kenijska Rada Misyjna, na wzór Marion Scott Stevenson, Kościoła Misjonarzy w Szkocji, określała to mianem okaleczenia seksualnego kobiet. Odnoszenie się do tej praktyki jako okaleczania nasiliło się w latach 70.. W 1975 roku Rose Oldfield Hayes, amerykańska antropolog, użyła terminu okaleczanie żeńskich narządów płciowych w tytule artykułu opublikowanym w American Ethnologist, a cztery lata później Fran Hosken, austriacko-amerykańska pisarka feministyczna nazwała to okaleczaniem w swoim wpływowym The Hosken Report: Okaleczanie seksualne i narządów płciowych kobiet. Międzyafrykański Komitet ds. Tradycyjnych Praktyk Dotyczących Zdrowia Kobiet i Dzieci (ang. Inter-African Committee on Traditional Practices Affecting the Health of Women and Children) zaczął nazywać je okaleczaniem żeńskich narządów płciowych w 1990 roku, a Światowa Organizacja Zdrowia (WHO) poszła ich śladem w 1991 roku. 
W krajach, w których „FGM” jest powszechne, wiele wariantów praktyki znajduje odzwierciedlenie w dziesiątkach terminów, często nawiązujących do oczyszczania. W języku Bambara, używanym głównie w Mali, jest ono znane jako bolokoli („mycie rąk”), a w języku Igbo we wschodniej Nigerii jako isa aru lub iwu aru („wziąć swoją kąpiel”).

## Klasyfikacja

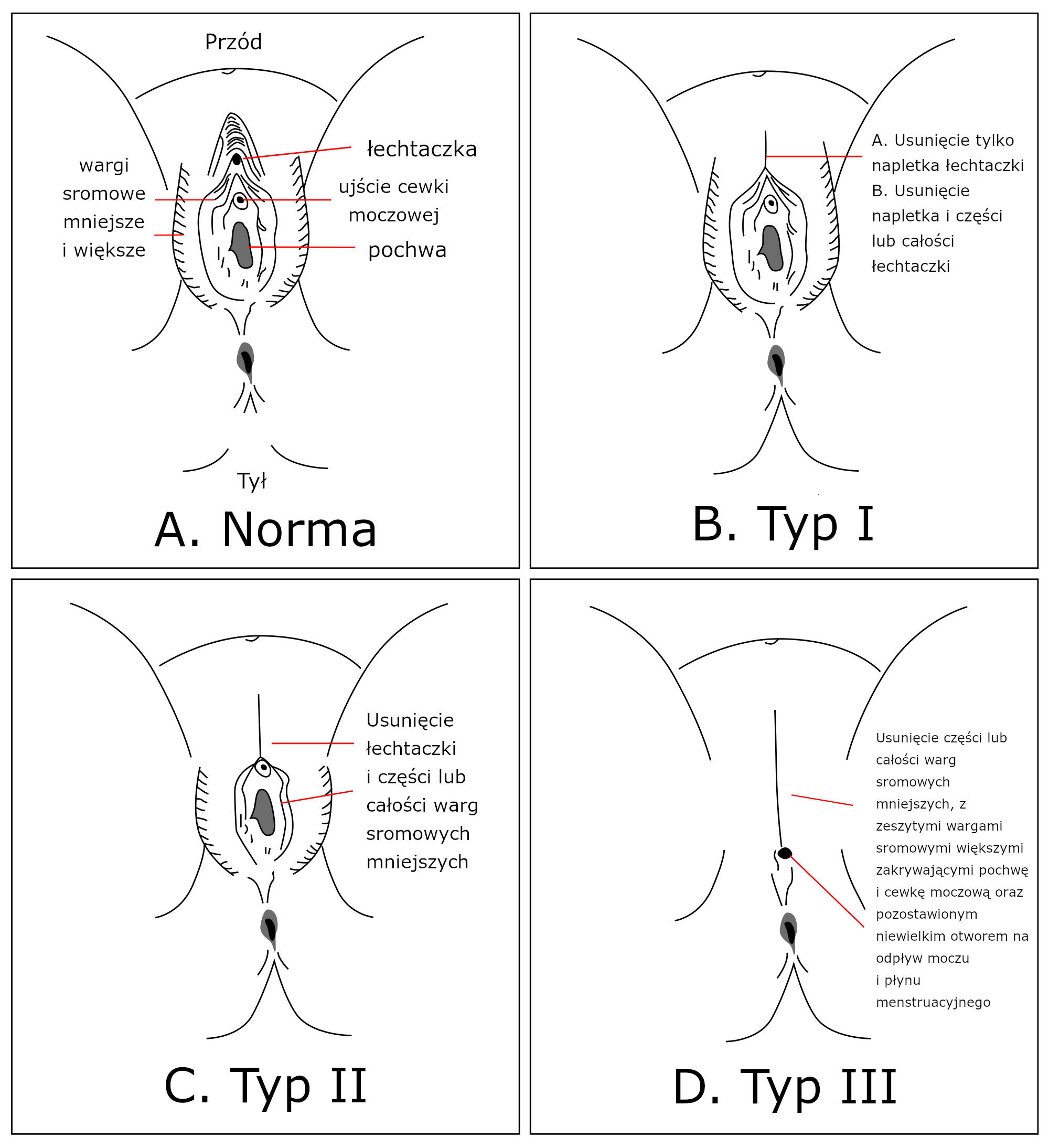
Graficzne przedstawienie różnych metod okaleczania żeńskich narządów płciowych

Procedury te różnią się znacznie w zależności od pochodzenia etnicznego i indywidualnych praktykujących. Podczas badania przeprowadzonego w 1998 roku w Nigrze kobiety odpowiedziały ponad 50 różnymi terminami, kiedy zapytano je, co im zrobiono. Problemy z tłumaczeniem są spotęgowane przez dezorientację kobiet co do tego, jakiego rodzaju okaleczeń narządów płciowych doświadczyły, a nawet czy doświadczyły ich. 

### Typy[9][18][21]
Typ I: częściowe lub całkowite usunięcie łechtaczki i/lub napletka łechtaczki. Podtyp Ia dotyczy usunięcia tylko napletka łechtaczki, jednak bardziej powszechny jest podtyp Ib, czyli usunięcie żołędzi i napletka łechtaczki.
Typ II: polega na całkowitym lub częściowym usunięciu warg sromowych wewnętrznych, z lub bez usunięcia żołędzi łechtaczki i warg zewnętrznych. Typ IIa polega na usunięciu warg sromowych wewnętrznych; Typ IIb, usunięciu łechtaczki i warg sromowych wewnętrznych; oraz Typ IIc, usunięciu łechtaczki, warg sromowych wewnętrznych i zewnętrznych.
Typ III: (infibulacja) polega na usunięciu zewnętrznych narządów płciowych i scaleniu ran. Pojedynczy otwór o średnicy 2-3 mm pozostaje na przepływ moczu i płynów menstruacyjnych.
Typ IV: inne krzywdzące procedury dla żeńskich narządów płciowych stosowane w celach pozamedycznych, w tym nakłuwanie, przekłuwanie, nacinanie, skrobanie i kauteryzacja. Obejmuje to wyszczypywanie łechtaczki (symboliczne obrzezanie), przypalanie lub naznaczanie narządów płciowych oraz wprowadzanie substancji do pochwy w celu jej zwężenia.

## Występowanie

Częstość występowania FGM wśród kobiet w wieku 15-49 lat, dane z marca 2020 roku

Zwyczaj ten jest praktykowany ze względów religijnych lub estetycznych w Egipcie oraz wśród niektórych ludów afrykańskich, a także wśród irackich Kurdów i część ludności Jemenu. FGM to także niemający nic wspólnego z religią obyczaj występujący wśród wielu ludów Afryki, Ameryki Południowej, państw Azji Południowo-Wschodniej z regionu Jawy, Borneo, Nowej Gwinei i Australii oraz wysp Pacyfiku.

FGM w różnych regionach Afryki około 2000 r.

Według stanu wiedzy z 2013 „obrzezanie” kobiet odnotowano w 28 państwach afrykańskich oraz kilku w Azji na Bliskim Wschodzie. Rytualne usuwanie łechtaczek metodą zabiegów chirurgicznych jest stosowane głównie w Afryce Środkowej oraz do niedawna praktykowane legalnie w Egipcie (co rzekomo wiąże się z tradycją faraońską). Obecnie wykonywanie takiego zabiegu jest w Egipcie prawnie zakazane. Do niedawna sądzono, że obrzezanie kobiet nie występuje poza kontynentem afrykańskim, jednak najnowsze badania wykazały, że praktyka ta jest rozpowszechniona również w Kurdystanie i wśród ludności kurdyjskiej w ogóle (Irak, Turcja, Syria, Iran), a także w Jordanii, Arabii Saudyjskiej, Jemenie, Omanie, Katarze, Zjednoczonych Emiratach Arabskich i Bahrajnie oraz w Malezji, Pakistanie, Afganistanie, Brunei, na Malediwach, na Filipinach, w Indonezji i w muzułmańskich społecznościach w Indiach. 
Odsetek obrzezanych kobiet w zależności od kraju przedstawiono w sekcji Dane liczbowe. Dane zbierane przez UNICEF i publikowane w raportach (w tabeli przedstawiono wersję z lutego 2018) pochodzą z różnych lat, w zależności od państwa.
Wbrew popularnemu przekonaniu, jakoby była to praktyka charakterystyczna tylko dla muzułmanów, obrzezanie kobiet przeprowadzają również chrześcijanie oraz etiopska mniejszość judaistyczna (Felaszowie). W żadnej ze świętych ksiąg islamu, chrześcijaństwa i judaizmu nie ma wzmianki o tej praktyce. Według danych z 2013 w niektórych państwach (Nigeria, Tanzania, Niger) obrzezanie kobiet częściej występuje u grup chrześcijan.

### Dane liczbowe
Na świecie żyje co najmniej 200 mln „obrzezanych” kobiet. Poniższa tabela przedstawia dane zagregowane przez UNICEF dla kobiet w wieku 15–49 lat.
| Kraj                         | % okaleczonych kobiet | Rok pochodzenia danych |
| ---------------------------- | --------------------- | ---------------------- |
| Somalia                      | 98                    | 2006                   |
| Gwinea                       | 97                    | 2016                   |
| Dżibuti                      | 93                    | 2006                   |
| Sierra Leone                 | 90                    | 2013                   |
| Mali                         | 83                    | 2013                   |
| Egipt                        | 87                    | 2015                   |
| Sudan                        | 87                    | 2014                   |
| Erytrea                      | 83                    | 2010                   |
| Burkina Faso                 | 76                    | 2010                   |
| Gambia                       | 75                    | 2013                   |
| Etiopia                      | 65                    | 2016                   |
| Mauretania                   | 67                    | 2015                   |
| Liberia                      | 50                    | 2013                   |
| Gwinea Bissau                | 45                    | 2014                   |
| Czad                         | 38                    | 2014/2015              |
| Wybrzeże Kości Słoniowej     | 37                    | 2016                   |
| Nigeria                      | 18                    | 2016                   |
| Senegal                      | 23                    | 2015/2016              |
| Republika Środkowoafrykańska | 24                    | 2010                   |
| Kenia                        | 21                    | 2014                   |
| Jemen                        | 19                    | 2013                   |
| Tanzania                     | 10                    | 2015/2016              |
| Benin                        | 9                     | 2014                   |
| Irak                         | 8                     | 2011                   |
| Togo                         | 5                     | 2013/2014              |
| Ghana                        | 4                     | 2011                   |
| Niger                        | 2                     | 2012                   |
| Uganda                       | 1                     | 2011                   |
| Kamerun                      | 1                     | 2004                   |

## Znaczenie i pochodzenie
W niektórych społecznościach obrzezanie stanowi element ceremonii rytualnej i jest uważane za wskaźnik przejścia młodych dziewcząt w wiek dorosły. Ogólne wierzenie dostrzega w obrzezaniu sposób na kontrolowanie seksualności kobiet, gdyż głównie gwarantuje ono dochowanie dziewictwa do ślubu, ma również chronić przed „niemoralnymi” zachowaniami. W przypadku dodatkowego zaszycia (infibulacji) ma, według przekonań osób praktykujących te zabiegi, zapewnić dziewczynie piękno wyrażone w gładkości jej okolic intymnych, jaką zyskuje po zabiegu. Obrzezanie ma również na celu pozbycie się łechtaczki jako zbędnej, „męskiej” części kobiety.
Wiadomo, że obyczaj ten występował jeszcze przed pojawieniem się islamu i chrześcijaństwa. Według Herodota (Dzieje 2,37) w Egipcie w czasach mu współczesnych: członki wstydliwe obrzezują z powodów higienicznych (ἰδοῖα περιτάμνονται καθαρειότητος εἵνεκεν), brak wyraźnej wzmianki o kobietach. W I wieku p.n.e. wspomniał o tym zwyczaju Strabon (Geografia 17,2,5). Jego słowa tłumaczy się jako Innym szczególnym zwyczajem Egipcjan [...] jest obrzezywanie chłopców oraz wycinanie [łechtaczki] u dziewcząt (παιδία καὶ τὸ περιτέμνειν καὶ τὰ θήλεα ἐκτέμνειν) lub Jednym z najbardziej gorliwie przestrzeganych przez Egipcjan zwyczajów jest ten, że wychowują wszystkie dzieci, które przyszły na świat, chłopców obrzezują, dziewczynkom zaś wycinają [zewnętrzne narządy płciowe]. 
Obrzezanie kobiet w porównaniu do obrzezania mężczyzn w mniejszym stopniu wiąże się z czynnikami religijnymi.
Wiek dziewcząt w momencie obrzezania jest zmienny, mogą to być zarówno niemowlęta, jak i dzieci, nastolatki czy dorosłe osoby; przykładowo w Burkina Faso zwykle (dane z 2011) wiek obrzezanych dziewcząt wynosił od 1 do 9 lat.
Obrzezanie jest powszechnie praktykowane w Afryce. Na mniejszą skalę zabiegi są wykonywane również w Azji, Azji Mniejszej, na Półwyspie Arabskim, w Australii i w Ameryce Łacińskiej. Przypadki obrzezania coraz częściej można spotkać w krajach rozwiniętych, w środowiskach imigrantów żyjących w krajach bez tradycji obrzezania. W Stanach Zjednoczonych liczba dziewcząt, które przeszły obrzezanie w latach 1990–2012 zwiększyła się ponad trzykrotnie.
Klitoridektomia wykonywana była przy próbach zmiany orientacji seksualnej lesbijek. Do lat 40. XX wieku próbowano również klitoridektomią leczyć padaczkę, szaleństwo, masturbację i histerię.

## Krytyka i przeciwdziałanie

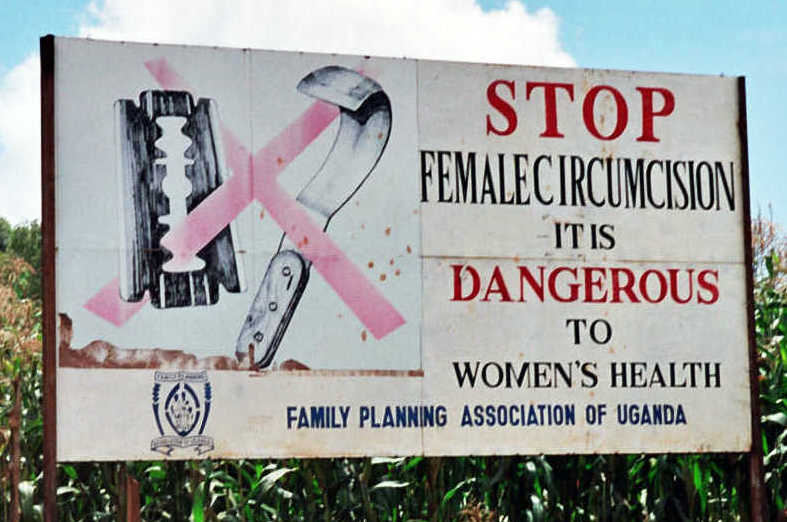
Kampania przeciwko okaleczaniu żeńskich narządów płciowych – znak drogowy w pobliżu Kapchorwy w Ugandzie.

W przeciwieństwie do obrzezania mężczyzn (które skutkuje pewnymi korzyściami, jak zmniejszenie ryzyka zakażenia wirusem HIV), obrzezanie kobiet jest uznawane przez wiele środowisk i organizacji za pogwałcenie praw człowieka. Skutkować może przewlekłym bólem, infekcją, zespołem stresu pourazowego, pozbawieniem przyjemności z praktyk seksualnych oraz dodatkowego ryzyka przy porodzie, jak intensywniejsze, niż normalne krwawienie po porodzie czy konieczność przeprowadzenia cesarskiego cięcia. Ryzyko wiąże się również z rozpoczęciem praktyk seksualnych ze względu na ryzyko rozszarpania zaszytej tkanki i infekcji oraz obrzęku limfatycznego pochwy. Organizacje zajmujące się prawami człowieka uważają praktykę obrzezania kobiet za niedozwolone formy modyfikacji fizycznej integralności osoby, tym bardziej, że są one często wykonywane na zbyt młodych i bezbronnych kobietach, które nie są w stanie wyrażać na nie świadomej zgody.
Obrzezanie kobiet jest nielegalne w większości krajów świata. Znanymi przeciwniczkami obrzezania kobiet są: aktywistka somalijskiego pochodzenia Ayaan Hirsi Ali, somalijska modelka i pisarka Waris Dirie oraz malijska wokalistka i modelka Inna Modja.
Deklaracja o eliminacji przemocy wobec kobiet (1993) potępia okaleczanie żeńskich narządów płciowych (female genital mutilation) w art. 2a.
24 marca 2009 Parlament Europejski uchwalił rezolucję w sprawie walki z okaleczaniem żeńskich narządów płciowych praktykowanym w UE (2008/2071(INI)).
Do wprowadzenia i przestrzegania stosownych zakazów wzywają Komitet ds. Likwidacji Dyskryminacji Kobiet i Komitet Praw Człowieka.  
Konwencja o zapobieganiu i zwalczaniu przemocy wobec kobiet i przemocy domowej w art. 38 zobowiązuje strony do zakazu wszelkiego okaleczania całości lub części warg sromowych większych, warg sromowych mniejszych lub łechtaczki, a także zachęcania lub zmuszania do poddania się takim zabiegom. Polski Rzecznik Praw Obywatelskich zwrócił w 2021 roku uwagę na zasadność wprowadzenia stosownych zmian do kodeksu karnego; ustawą z dnia 13 stycznia 2023 r. o zmianie ustawy - Kodeks postępowania cywilnego oraz niektórych innych ustaw uznano „wycięcie, infibulację lub inne trwałe i istotne okaleczenie żeńskiego narządu płciowego” za spowodowanie ciężkiego uszczerbku na zdrowiu. Dodatkowo art. 156a k.k. wprowadza karalność nakłaniania lub zmuszania kobiety do dokonania na sobie takiego zabiegu.